# Río Tamur
El río Tamur (en nepalí: तमोर नदी Tamor Nadi, conocido históricamente como río Tambar) es el sexto río más grande de Nepal occidental, que comienza alrededor del Kanchenjunga. Es uno de los siete ríos más importantes de Nepal, y aporta una gran cantidad de drenaje a la cuenca hidrográfica del país; el Tamur y el Arun se unen al Sol Kosi en Triveni para formar el Saptakoshi, que fluye a través de la Cordillera Mahabharat hacia la planicie del Ganges.

## Sistema
El Kosi o Sapt Kosi drena al este de Nepal. Es conocido como Sapt Koshi debido a los siete ríos que se unen en la parte central-oriental de Nepal, siendo uno de ellos el río Tamur. Los principales ríos que forman el sistema Kosi son, además de este: el río Koshi Sol, el río Indravati, el río Bhote Koshi, el río Dudh Koshi, el río Arun, y el río Río Barun. El río combinado fluye a través de la garganta del Chatra en un sentido norte sur; para a continuación emerger de las colinas colindantes.
El Tamur aporta el 19 % del agua del Kosi, debido a la gran cantidad de lluvias que recibe cada año, lo que provoca que el caudal del Tamur oscile entre los 150 y los 750 m³/s según la época del año. En numerosas ocasiones el río se ha desbordado, causando graves incidentes e inundamientos. Durante el verano de 2016 se hizo patente el malestar respecto a estas inundaciones, que causaron desprendimientos de roca y sepultando zonas de paso del río, mientras las autoridades nepalíes hicieron caso omiso.

## Ocio
El río Tamur, al igual que otros ríos montañosos de la cordillera del Himalaya, como el río Marshyangdi, permite la práctica de rafting de dificultad 4+ a 5. Es navegable durante todo el año, excepto durante los meses de junio a agosto, cuando el caudal del agua llega a 750 m³/s.